# イガ (昆虫)
イガ（衣蛾、学名：Tinea translucens） は、チョウ目ヒロズコガ科に属するガ。

## イガの学名
イガという和名で知られる本種の学名はかつてTinea pellionella L., 1758とされていた。Robinson (1979, p. 75)によると、日本でT. pellionellaと報告されたものはいずれもT. translucensの誤りであったという。T. translucensと異なり、T. pellionellaは日本からは発見されていない。

## 形態

### 成虫
成虫の体長は4.5ミリメートル程度、翅の開張は9 - 16ミリメートル。体は灰褐色で頭部は黄色の叢毛（）で被われている。前翅は黄土色で光沢があり、明瞭な紋が3点ある。後翅は淡灰色で、翅頂部と外縁は色が濃い。T. pellionellaと比べて前翅・後翅ともに色がかなり淡い。

### 幼虫
幼虫の体長は7ミリメートル程度。体は淡黄白色で頭部は黒い。体毛はない。

## 生態
年2回から3回発生する。25℃においては1世代に約55日を要する。日本では屋内において成虫は4月から11月まで見られる。幼虫態で越冬する。
幼虫は繊維を加工してやや扁平で両端が開口している筒状の鞘を作り、その中で生活する。鞘をつけたまま移動し、摂食は頭や胸を鞘の先端から出して行う。幼虫は衣類、毛織物、動物標本、乾魚、魚粉、鰹節などを食べる。幼虫は老熟すると吐糸で鞘の一方を固定し、鞘の中で蛹になる。蛹化から1週間程度で羽化する。成虫は繊維の隙間や動物標本など幼虫の食物となる場所に産卵する。
野外においてはツバメやハトなどの鳥類の巣に生息している。

## 分布
世界中に広く分布している。